# 岡崎結由
岡崎 結由（おかざき ゆゆ、1974年3月30日 - ）は、日本の元AV女優。

## 作品

### アダルトビデオ
- スキャンティをはずすまで ～18歳の生エッチ～ （1992年10月24日、ティファニー （Tiffany））
- おくちで奉仕 ～メイドお騒がせします～ （1992年11月10日、ミス・クリスティーヌ （Miss Christine））
- 愛は出しおしみなく ～舞の踊り喰い～ （1992年12月25日、エイトマン（EIGHT MAN））…共演:浅倉舞
- 夢みるように犯されたい ～世にも異常な物語～ （1993年2月20日、エイトマン（EIGHT MAN））…共演:橘ますみ
- 課外授業で狂わせて ～女子校生はおねだり上手～ （1993年3月17日、ミス・クリスティーヌ （Miss Christine））
- ナマ授業だから好き！ ～おませな校則違反～ （1993年4月14日、ミス・クリスティーヌ （Miss Christine））
- 嫉妬 ～オーガスムのままに～ （1993年6月26日、シャイ企画 ）